# Tetraopes skillmani
Tetraopes skillmani är en skalbaggsart som beskrevs av Chemsak och Noguera 2004. Tetraopes skillmani ingår i släktet Tetraopes och familjen långhorningar. Inga underarter finns listade i Catalogue of Life.